# Leprechaun (serie di film)
Leprechaun (Leprecauno in italiano) è una serie cinematografica di film horror consistente in otto film e una serie a fumetti. Il protagonista della saga è Leprechaun, un maligno e assassino leprecano che, quando qualcuno ruba il suo oro, ricorre ad ogni mezzo necessario per recuperarlo, anche a costo di uccidere.
Il film originale della saga fu concepito da Mark Jones, poi la saga fu continuata da altri registi che non hanno esattamente mantenuto gli stessi meccanismi dell'originale. Infatti ogni capitolo della saga racconta una storia diversa con protagonista lo stesso leprecano (o uno diverso, in quanto, nel secondo capitolo, la creatura dice di avere duemila anni mentre nel precedente capitolo diceva di averne seicento).
Negli Stati Uniti i primi due film furono pubblicati ufficialmente al cinema, mentre gli altri quattro sequel furono pubblicati in formato direct-to-video.

## Serie cinematografica
- Leprechaun (1993), di Mark Jones
- Leprechaun 2 (1994), di Rodman Flender
- Leprechaun 3 (1995), di Brian Trenchard-Smith
- Leprechaun 4 - Nello spazio (Leprechaun 4: In Space) (1997), di Brian Trenchard-Smith
- Leprechaun 5 (Leprechaun: In the Hood) (2000), di Rob Spera
- Leprechaun 6 - Ritorno nel ghetto (Leprechaun: Back 2 tha Hood) (2003), di Steven Ayrmolooi
- Leprechaun: Origins (2014), di Zach Lipovsky
- Leprechaun Returns (2018), di Steven Kostanski

### Personaggi principali
- Leprechaun: L'antagonista principale della serie. Leprechaun è un leprecano maligno e omicida che, quando il suo oro viene rubato, ucciderà chiunque per riaverlo.
- Tory Redding: La protagonista del primo film. Insieme ai suoi nuovi amici imbianchini, sconfiggerà Leprechaun facendogli ingoiare un quadrifoglio e bruciandolo con la benzina. Nell'ottavo film si scopre che ha una figlia di nome Lila.
- Cody Ingalls: Il protagonista del secondo film. Salverà la sua fidanzata Bridget dalle grinfie del malvagio Leprechaun e lo sconfiggerà con una sbarra di ferro.
- Scott McCoy: Il protagonista del terzo film. Insieme alla sua nuova compagna Tammy sconfiggerà Leprechaun bruciando il suo oro.
- Sergente Books Malloy: Il protagonista del quarto film. Componente di un esercito di marines spaziali, sconfiggerà Leprechaun cacciandolo nello spazio aperto, dove esploderà a causa della mancanza di ossigeno.
- Postmaster P.: Il protagonista del quinto film, assieme con i suoi amici Stray Bullet e Butch. Stray Bullet morirà per mano di Leprechaun, Butch morirà ucciso da Mack Daddy O'Nassis, mentre Postmaster P. verrà reso schiavo dal leprecano.
- Mack Daddy O'Nassis: L'antagonista secondario del quinto film. Ex pappone afroamericano, divenne un famoso produttore discografico grazie alle ricchezze di Leprechaun e verrà ucciso proprio da quest'ultimo.
- Emily Woodrow: La protagonista del sesto film. Insieme al suo ex fidanzato Rory ucciderà Leprechaun facendolo intrappolare nel cemento.
- Sophie Roberts: La protagonista del settimo film. Riesce a sopravvivere per far vedere le monete in aria e a decapitare la terribile creatura con un grosso coltello.
- Lila Redding: La protagonista dell'ottavo film, e la figlia di Tory. Insieme alla sua amica Katie, sconfiggerà Leprechaun facendolo bruciare con l'energia elettrica.

## Fumetti
Prima dell'uscita del film originale Leprechaun, la Trimark Pictures pubblicò un fumetto di otto pagine che fungeva da prequel del film. La storia presente nel fumetto è molto in contraddizione con gli eventi del film sotto vari aspetti, come ad esempio la raffigurazione di Daniel O'Grady come un umile contadino e abitante dell'Irlanda (invece che dell'America), e che ha ottenuto l'oro seguendo un arcobaleno (invece che catturando il leprecano).
Nel 2008 la casa editrice Bluewater Productions annunciò che pubblicherà un libro a fumetto intitolato Leprechaun, iniziato nel maggio 2009. Scritto da Zac Hunchar e illustrato da Kris Carter, il primo capitolo della serie segue il leprecano (che si scopre essere Lubdan, ultimo della sua specie, nonché il re), mentre sfida il rivale Clurichaun e viaggia per il mondo alla ricerca del suo oro, il quale è stato rubato e venduto on-line, con l'aiuto del riluttante geek Ethan Thomas e i suoi amici. Con solo quattro numeri pubblicati, la serie è stata apparentemente annullata, in quanto non sono state annunciate nuove emissioni. È previsto che Michael Kingston scriva una seconda serie della saga.